# 你喜歡哪個i？
《你喜歡哪個i？》是HOOKSOFT在2019年11月29日發售的戀愛冒險類型成人遊戲，後來由ENTERGRAM於2024年1月25日發售PlayStation 4版、任天堂Switch版。

## 故事簡介
辻堂忠臣希望在升學考試前的夏天找到女朋友，為此忠臣開始向自己中意的女孩子搭訕，以期能達到自己交到女朋友的目標。

## 登場角色
辻堂忠臣
作品男主角。就讀豪傑館學園二年級，成績優秀，有在書店打工。性格積極外向，一心想受女生歡迎，但總是被當成好人。
種村小柚子（聲：花園めい）
忠臣的學姐與公寓的鄰居，有著成熟氣質。喜歡活動身體，經常到打擊練習場去。原本是學生會長，並常被男生告白。
上之山芽愛（聲：飴川紫乃）
忠臣的學妹，和忠臣在同間書店打工。個性開朗積極，有著喜歡被訓斥的習性。容易得意忘形並惹人生氣。
四谷·格蘭傑·漢娜（聲：歩サラ）
就讀大小姐學校，從芬蘭來到日本的留學生。需要照顧腳不方便的妹妹。個性純真，對任何人都能平等對待。好奇心旺盛，喜歡去發掘新事物。
英摩耶（聲：明羽杏子）
和忠臣同年級，學生會長。個性不服輸並要求完美。待人嚴謹，但會對感興趣的對象惡作劇。

## 主題曲
片頭曲
作詞：，作曲：、編曲：，主唱：櫻川惠
片尾曲
作詞：，作曲、編曲：大津村正，主唱：

## 評價
《你喜歡哪個i？》於2019年度「萌系遊戲大賞」獲得月間賞。

## 外部連結
- 官方網站 （页面存档备份，存于）（日語）
- PS4/NS版官方網站 （页面存档备份，存于）（日語）